# Ragonvalia
Ragonvalia – miasto w Kolumbii, w departamencie Norte de Santander.